# Зимовий чемпіонат СРСР зі спортивної ходьби 1982

## Медалісти

### Чоловіки
| Дисципліна                   | Золото                        | Золото  | Срібло                              | Срібло  | Бронза                  | Бронза  |
| ---------------------------- | ----------------------------- | ------- | ----------------------------------- | ------- | ----------------------- | ------- |
| Спортивна хода 10 кілометрів | Микола Матвеєв Білоруська РСР | 40.20,0 | Сергій Процишин УРСР Львівська обл. | 40.24,0 | Іван Санковський Москва | 40.29,0 |

### Жінки
| Дисципліна                  | Золото                | Золото  | Срібло               | Срібло  | Бронза                       | Бронза  |
| --------------------------- | --------------------- | ------- | -------------------- | ------- | ---------------------------- | ------- |
| Спортивна хода 5 кілометрів | Людмила Хрущова РРФСР | 23.10,0 | Ольга Чугунова РРФСР | 23.12,0 | Олександра Деверинська РРФСР | 23.17,0 |

## Медальний залік
| Команда        |   |   |   | Загалом |
| -------------- | - | - | - | ------- |
| РРФСР          | 1 | 1 | 1 | 3       |
| Білоруська РСР | 1 | 0 | 0 | 1       |
| УРСР           | 0 | 1 | 0 | 1       |
| Москва         | 0 | 0 | 1 | 1       |

## Командний залік
Командний залік офіційно визначався серед спортивних товариств та відомств.
І група
1. "Динамо" – 3 очки.
2. Збройні Сили  – 4.
3. "Буревісник" – 6.
4. ЦР ЗДСТ "Буревісник"– 8.
5. "Труд" – 9.
6. "Труд" – 21.
ІІ група
1. "Спартак" – 4.
2. Локомотив – 4.
3. Сільські ДСТ – 6.
4. "Зенит"– 8.
5. "Водник" – 8.